# Nedra stewarti
Nedra stewarti là một loài bướm đêm trong họ Noctuidae.